# 泰清寺
泰清寺（たいせいじ）は、長野県中野市東山にある曹洞宗の寺院である。山号は高松山。

## 概要
泰清寺は高梨氏8代目当主、高梨高家が1312年（正和元年）建立した高梨一族の菩提寺。 参道の正面には唐様の造りの山門がある。

## 歴史
- 1312年（正和元年） - 高梨高家（高梨城主）が臨済宗として建立。
- 1561年（永禄4年） - 川中島の戦いの戦火で焼失。
- 1579年（天正7年） - 関山法振国一禅師（山ノ内町渋の温泉寺住職）が曹洞宗・高松山泰清寺として再建。
- 1627年（寛永4年） - 七世察音大和尚,本堂・庫裡改築。
- 1851年（嘉永4年） - 台風により山門破壊。
- 1852年（嘉永5年） - 十九世継宗大和尚、唐風山門再建。
- 1858年（安政5年） - 百庚申建立。
- 1935年（昭和10年） - 高梨家の御霊屋建立。
- 1969年（昭和44年） - 庚申塔の由来に観音信仰の由来を中心とした二面の額を観音堂に掲げる[2]。

## 境内
- 本堂
- 山門
- 庫裡
- 観音堂
- 高梨氏の御霊屋[2]

## 歴代（再建後）
- 一世  - 天室どん周大和尚
- 二世  - 伝説大和尚（境内に北向観音堂を建立）
- 七世  - 察音大和尚
- 十九世  - 継宗大和尚
- 二十三世  - 見覚大和尚（本堂・庫裡を改築、山門の屋根替え）
- 二十四世  - 山本馨宗師[2]